# Paralititan
Paralititan là một chi khủng long, được J. B. Smith Lamanna Lacovara Dodson J. R. Smith Poole Giegengack & Attia mô tả khoa học năm 2001.